# Gabriel Osson
Gabriel Osson, né en Haïti le 26 mars 1951, est un écrivain et poète canado-haïtien vivant à Toronto et membre de la communauté franco-ontarienne de la province de l'Ontario au Canada.Son roman Hubert, le restavèk  (2017) est finaliste du Prix Christine Dimitriu van Saanen lors du Salon du livre de Toronto en 2018. Son roman Le jour se lèvera (2020) est lauréat du prix Alain-Thomas lors du Salon du livre de Toronto en 2021.

## Biographie
Originaire de Port-au-Prince en Haïti, Gabriel Osson s'installe à Toronto en Ontario en 1986 où il anime une émission radio de musiques francophones du monde, Franco découvertes, sur CHOQ-FM. Très impliqué dans la vie associative locale, il est le président de l'Association des auteurs.res de l'Ontario français ainsi que le fondateur et président de l'Association Haïti Futur-Canada.
Il publie deux recueils de poésies, Efflorescences (2001) et Envolées (2009) et un récit de voyages, J'ai marché sur les étoiles : sept leçons apprises sur le chemin de Compostelle (2015). Son premier roman, Hubert le restavèk, paraît en 2017 est finaliste au Prix Christine Dimitriu Van-Saanen du Salon du livre de Toronto en 2017 puis un deuxième, Le jour se lèvera (2020) reçoit le prix Alain-Thomas lors du Salon du livre de Toronto en 2021. En 2021, il publie Les voix du chemin et D'ici et d'ailleurs accompagné d'un album CD D'ici et d'ailleurs ( poésies accompagnés de musique)
En 2019, il est l'un des trente-sept écrivains franco-ontariens inclus dans le recueil Poèmes de la résistance, qui regroupe des poèmes en rapport avec les coupes claires budgétaires faites à partir de 2018 aux institutions franco-ontariennes (dont celles pour l'Université de l'Ontario français) par le gouvernement de Doug Ford. La même année, il est nommé par ICI Radio-Canada comme l'un des vingt-cinq plus importants Afro-Canadiens de la culture franco-ontarienne.
Il est également artiste-peintre.

## Œuvre littéraire
- Efflorescences (recueil de poèmes), 2001
- Envolées (recueil de poèmes), 2009, rééd. 2017  (ISBN 978-1387023981), 102 p.
- J'ai marché sur les étoiles : sept leçons apprises sur le chemin de Compostelle (récit de voyage), Société des écrivains, 2015  (ISBN 978-2342042573) 112 p., rééd. 2019
- Hubert le restavèk (roman), éditions David, 2017  (ISBN 978-2895975861), 288 p. Finaliste pour le prix Christine-Dumitriu-van-Saanen du Salon du livre de Toronto 2017[14].
- Le jour se lèvera (roman), éditions David, 2020  (ISBN 978-2895977247), 208 p. – Prix Alain-Thomas 2021
- Les Voix du chemin (roman), Éditions Terre d'accueil, 2021  (ISBN 978-2-925133-02-5), 224 p.
- D'ici et d'ailleurs (poésie) Éditions Terre d'accueil, 2021  (ISBN 978-2-925133-08-7), 87 p.
- D'ici et d'ailleurs ( CD poésie en musique) (9800200115) 16 titres